# Cratere Letitia
Letitia  è un cratere sulla superficie di Venere.